# Argonaut Games
Argonaut Games PLC es una empresa de videojuegos británica fundada en 1982 por Jez San. Argonaut es conocida por haber participado en el desarrollo del chip Super FX y crear el videojuego Star Fox para la SNES. Además, desarrollaron otros títulos innovadores como el juego de aventuras en 3D Croc o Alien: Resurrection, primer juego en contar con el esquema de controles de los FPS actuales. La empresa fue liquidada a finales de 2004 y cesó su actividad en 2007. En 2024 reanudó su actividad y anunció el lanzamiento de una remasterización de uno de sus juegos estrella, Croc: Legend of the Gobbos.

## Historia
Fundada como Argonaut Software por el adolescente Jez San en 1982, el nombre de la empresa es un juego de palabras con el nombre del fundador (J. San) y la película llamada Jasón y los argonautas. El primer juego que produjo la empresa fue el Skyline Attack para Commodore 64. Luego produjo los juegos de perspectiva 3D llamados Starglider para las plataformas Amiga y Atari ST. 
En 1993, Argonaut estuvo trabajando con Nintendo durante los primeros años de las consolas NES y SNES. El desarrollo del prototipo de juego llamado Star Fox, inicialmente llamado por el nombre en clave NesGlider e inspirado en los primeros juegos de 8 bits Starglider, que consiguieron ejecutar en la NES y algunas semanas después en la SNES. Jezz San le dijo a Nintendo que su equipo solo podría mejorar el rendimiento del juego con un hardware propio para ampliar las capacidades reales 3D de la SNES. Nintendo aceptó, y San contrató diseñadores de chips, para conseguir el chip Super FX. Originalmente lo llamaron "Mathematical Argonaut Rotation I/O", o "MARIO", tal y como ponía en la superficie del chip. Era tan poderoso el chip que crearon para los gráficos y el juego, que bromeaban diciendo que la SNES era la caja que contenía el chip. Tras diseñar el Super FX, Argonaut diseñó diferentes chips para varias compañías de videojuegos, pero nunca llegaron a ser usados. Algunos de esos chips fueron para las máquinas GreenPiece y CD-I 2 para Philips; un proyecto llamado VeggieMagic para Apple; y un sistema de realidad virtual para Hasbro, llamado MatriArc.
En 1996, Argonaut Software se divide en Argonaut Technologies Limited (ATL) y Argonaut Software Limited (ASL). Al empezar a hacerse pequeñas las oficinas de Colindale Avenue, ATL se mudó a otro edificio, Capitor House en Capitol Way, cerca de las oficinas originales. Allí continuaron el diseño de productos, tales como CPUs y GPUs, y manteniendo el motor software 3D propietario de Argonaut, BRender.
En 1997 los dos departamentos de la empresa vuelven a compartir la misma oficina, puesto que la compañía se mudó a un nuevo edificio en Edgware. En 1998 ATL pasó a llamarse ARC, las iniciales de su producto principal (Argonaut RISC Core), y se convirtió en un proveedor IP embebidos. Esta empresa todavía existe hoy (ARC Archivado el 1 de julio de 2008 en Wayback Machine.), pero ya no está conectado con la industria de los videojuegos. En 1999 Argonaut Software Limited se convirtió en Argonaut Games y fue una empresa pública limitada. 
A finales de octubre de 2004, Argonaut Games llamaron a los gestores David Rubin & Partners, despidieron 100 empleados y la empresa fue puesta a la venta. La falta de un flujo constante de los acuerdos con los editores dio lugar a problemas económicos a principios de año. La compañía fue liquidada en 2005, y disuelta en 2006.
En agosto de 2024 la empresa anunció que vuelve y está trabajando en la remasterización de uno de sus clásicos.

## Videojuegos
- Skyline Attack, 1984 (Commodore 64)
- Alien, 1984 (Commodore 64)
- Starglider, 1985
- Starglider 2, 1988
- Days of Thunder, 1990 (Atari ST, Amiga)
- Race Drivin', 1992 (Atari ST, Amiga)
- A.T.A.C, 1992 (PC CDROM)
- Birds of Prey, 1992 (AMIGA)
- X, 1992 (Game Boy)
- Star Fox, 1993 (SNES) (programación)
- King Arthur's World, 1993 (SNES)
- Vortex, 1994 (SNES)
- Stunt Race FX, 1994 (SNES) (soporte de programación)
- Creature Shock, 1994 (PC CDROM)
- Ren & Stimpy: Fire Dogs, 1994 (SNES)
- FX Fighter, 1995 (PC CDROM)
- Alien Odyssey, 1995 (PC CDROM)
- FX Fighter Turbo, 1996 (PC CDROM)
- Scooby Doo Mystery, 1996 (SNES)
- 3D Movie Maker, 1996 (PC)
- Croc: Legend of the Gobbos, 1997 (PS1, SAT, PC)
- Buck Bumble, 1998 (N64)
- Croc 2, 1999 (PS1, PC)
- The Emperor's New Groove, 2000 (PS1, PC)
- Alien Resurrección (videojuego), 2000 (PS1)
- Red Dog: Superior Firepower, 2000 (DC)
- Aladdin in Nasira's Revenge, 2000 (PS1, PC)
- Harry Potter y la piedra filosofal, 2001 (PS1)
- Harry Potter y la cámara secreta, 2002 (PS1)
- Bionicle: Matoran Adventures, 2002 (GBA)
- Bionicle: The Game, 2003 (Xbox, PC, PS2, GameCube)
- I-Ninja, 2003 (Xbox, PC, PS2, GameCube)
- Swat: Global Strike Team, 2003 (Xbox, PS2)
- Carve, 2004 (Xbox)
- Catwoman, 2004 (Xbox, PC, PS2, GameCube)
- Power Drome, 2004 (Xbox, PS2)
- Malice, 2005 (Xbox, PS2)
- Croc: Legend of the Gobbos (remasterización), 2024